# Dicranomyia ingrata
Dicranomyia ingrata är en tvåvingeart som beskrevs av Alexander 1928. Dicranomyia ingrata ingår i släktet Dicranomyia och familjen småharkrankar. Inga underarter finns listade i Catalogue of Life.